# 专有软件
专有软件（英語：Proprietary software），又称非自由软件、专属软件、私有软件、封闭性软件等，是指在使用、修改上有限制的软件。

## 定義
从字面上讲，“所有权”在法律上指软件的所有者可以规定，使用者可以对软件做哪些事情。
专有软件的所有者并不需要自己“专有”该软件，只要不公布源代码，通过发布编译过的程序，大众软件和在许可证保护下的软件都能够成为专有软件。此外，有些软件也有复制和分发的限制，因此属于相關范畴。

### 限制
这些限制是通过法律或者技术上的手段实现的，有时这两种手段被同时采用。
最常见的技术限制方式是保留能够被大家读懂的源代码，而只发布只有计算机才能读懂的程序（如二进制格式）。
法律上的限制，包括使用版权（附带软件许可证）和专利；这些程序的源代码，往往被其持有者视为商业机密。如果第三方要查看源代码时，往往需要签署保密协议。

### 与商业化的关系
专有软件并不等同于商业软件。专有软件和自由软件可以免费或者收费分发。专有软件的所有者可以决定是否可以分发该软件，以及费用的数额；而自由软件可以被任何持有者随意分发，相关的复制、服务费用也可自行决定。

## 意见

### 支持
微软公司是商业专有软件的支持者。
它认为用户为软件支付的费用可以增加软件的研发资金，声称软件每个拷贝收取的费用，使得软件开发的收益最大化。
据称，专有软件比自由软件带动了更多的商业活动，当有市场收入時更是如此。

### 反对
对软件未来的版本和软件的升级的依赖，使得软件使用者不能离开软件所有者，这将导致垄断的局面。
如果在软件中发现问题时，软件所有者已经消失，或者他们决定停止或减少软件的生产或支持，都能让用户陷入不利和无助的境地。
由于业务问题，软件所有者可能无法改进或支持软件；软件的老版本的支持已经到期，却没有其它的软件供应商提供支持。

## 流行度
專有軟件的示例包括Microsoft Windows、Adobe Flash Player、PS3 OS、iTunes、Adobe Photoshop、Google Earth、macOS（以前的Mac OS X和OS X）、Skype、WinRAR、Oracle的Java版本和某些版本的Unix。
被視為專有的軟件發行版實際上可能包含一個“混合源”模型，包括在同一發行版中的自由和非自由軟件。 
大多數（如果不是全部）所謂的專有UNIX發行版都是混合源軟件，將BIND、Sendmail、X Window系統、DHCP等開源組件，與純專有內核和系統實用程序捆綁在一起。一些免費軟件包可根據專有條款同時提供，示例包括MySQL、Sendmail和ssh。
自由軟件作品的原始版權持有人，甚至是Copyleft自由軟件，可以使用雙重許可，允許自己或他人重新分發專有版本。非Copyleft自由軟件（即根據自由軟件許可分發或發佈到公共領域的軟件）允許任何人進行專有再分發。
依賴於專有軟件的自由軟件，被自由軟件基金會視為陷阱；這包括只為Microsoft Windows編寫的軟件，或只能在Java上運行的軟件，然後才成為免費軟件。
在2013年，印度有150萬台筆記本電腦，預裝了政治部長穆拉揚·辛格·亞達夫肖像的屏幕保護程序；如果筆記本電腦的所有者試圖更改、刪除或修改此功能，該功能將使設備崩潰。